# Tabakslied
«Tabakslied» (в переводе с нем. — «Песня о табаке») — старинная немецкая песня. Впервые опубликована в сборнике «Волшебный рог мальчика» (1806). Считается разновидностью широко известной «Песни о горном мастере».

## Происхождение
Произведение основано на немецкой «Песне о горном мастере», следы которой восходят к XVI веку. Текст её впервые был опубликован не позднее 1710 года.
Как отмечали составители «Волшебного рога мальчика», материал для сборника был получен ими из устного источника. По мнению одного из исследователей, при изустной передаче «более или менее» существенные искажения неизбежны; к примеру, уже начало первой строки, по сравнению с оригиналом XVIII века, было изменено. В редакции составителей «Волшебного рога…» произведение впервые было издано под  названием «Tabakslied».
Начальные три двустишия взяты из старинной горняцкой песни. Четвёртая строфа, содержащая «похвалу табаку» и давшая название всему произведению, широко распространена и, вероятно, является народной по происхождению. Последнее двустишие, по-видимому, написано Ахимом фон Арнимом и Клеменсом Брентано.

## Текст
| Tabakslied | Песня о табаке Литературный перевод |
| --- | --- |
| Wach auf! Wach auf, der Steuermann kömmt, Er hat sein großes Licht schon angezündt. Hat er's angezündt, so giebt's einen Schein, Damit so fahren wir ins Bergwerk ein. Der eine gräbt Silber, der andre gräbt Gold. Dem schwarzbraunen Mägdlein sind wir hold. Tabak! Tabak! echtadliges Kraut! Tabak! Tabak! du stinkendes Kraut. Wer dich erfand, ist wohl lobenswert, Wer dich erfand, ist wohl prügelnswert. | Вставайте! Вставайте, вон мастер идёт, Он свой огромный фонарь зажжёт. Огонь он зажжёт, что светит как днём: Мы с этим пламенем в шахту шагнём. Один ищет злата, другой — серебра: За горсть табака вынут горы добра. Табак! табак! чудесное зелье! Табак! табак! ты хуже похмелья. И всякий друг твой достоин наград: Хороших розог и новых заплат. |

## Критика и отзывы
В своей рецензии на сборник «Des Knaben Wunderhorn» И. В. Гёте охарактеризовал песню следующим образом:

П е с н я    о    т а б а к е. (114). Размыто, но горное дело и табак обозначены хорошо.
Оригинальный текст (нем.)T a b a k s l i e d. (114.) Trümmerhaft, aber Bergbau und Tabak gut bezeichnend.
— Johann Wolfgang von Goethe. Des Knaben Wunderhorn. // Schriften zur Literatur.
Как сообщает один из источников, в разных строках текста горняки  попеременно то хвалят, то ругают табак. Примечательно, что подобное «прославление деликатесов» (таких, как вино или кофе) было довольно распространено «в песенной практике первой половины XIX века». Схожие упоминания о табаке содержатся и в двух других версиях «Шахтёрской песни»: одна из них была в 1839 году записана Людвигом Эрком, другая — годом позднее — была опубликована в сборнике «Sächsische Bergreyhen» Морица Дёринга.